# 中国国際貨運航空
中国国際貨運航空（ちゅうごくこくさいかうんこうくう、英語：Air China Cargo ）とは中華人民共和国北京市を本拠地とする貨物航空会社。正式名称は中国国際貨運航空公司。中国国際航空の子会社 (系列) で、従業員は2007年3月現在1818人である。

## 保有機材

### 運航機材
2019年9月現在、中国国際貨運航空の機材は以下の通りである。
| 機材                 | 運用機数 | 発注機数 | 備考 |
| -------------------- | -------- | -------- | ---- |
| ボーイング747‐400F   | 3        | ‐        |      |
| ボーイング757‐200PCF | 4        | ‐        |      |
| ボーイング777F       | 8        | ‐        |      |
| 計                   | 15       | 0        |      |

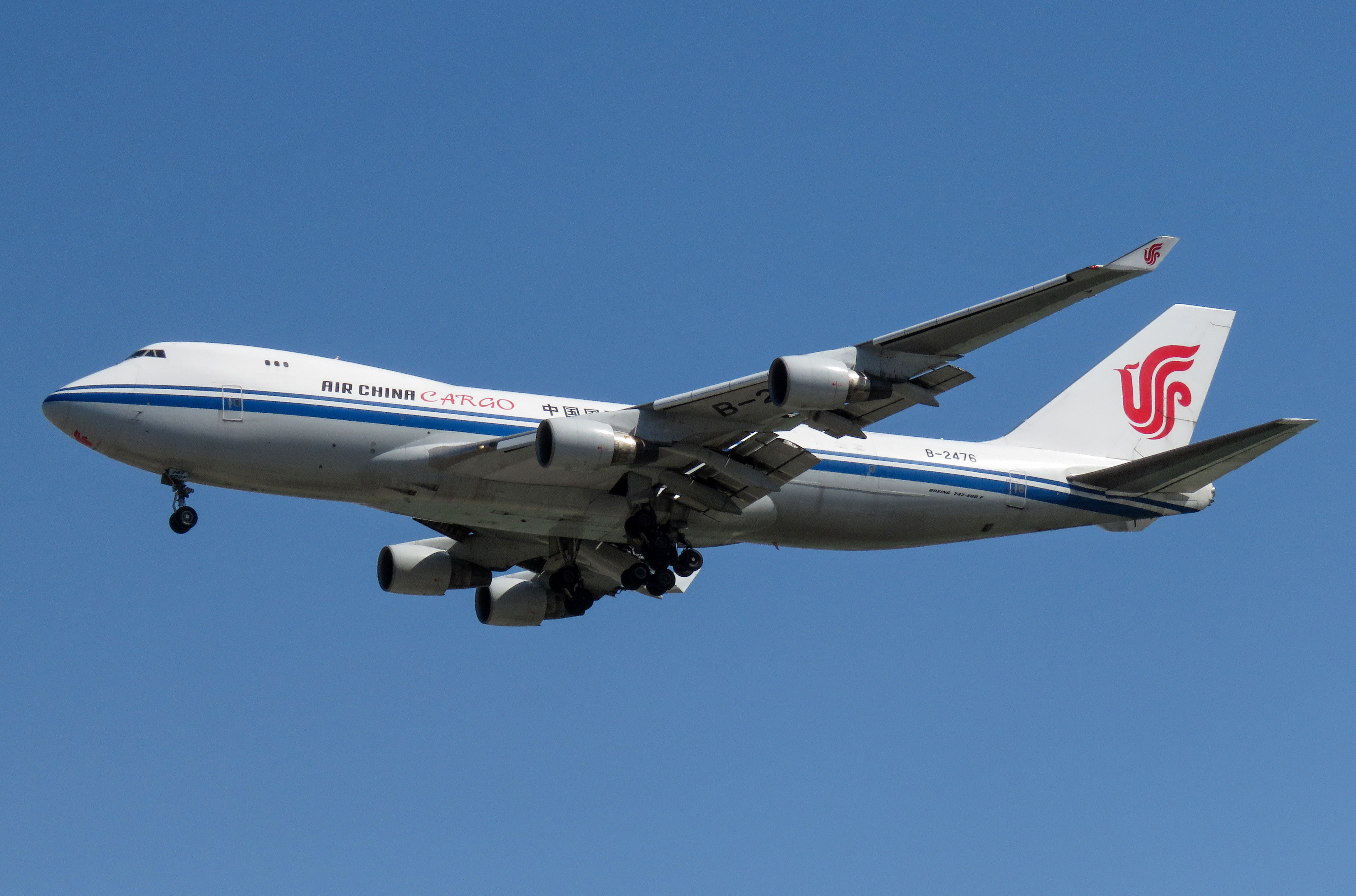
ボーイング747-400F
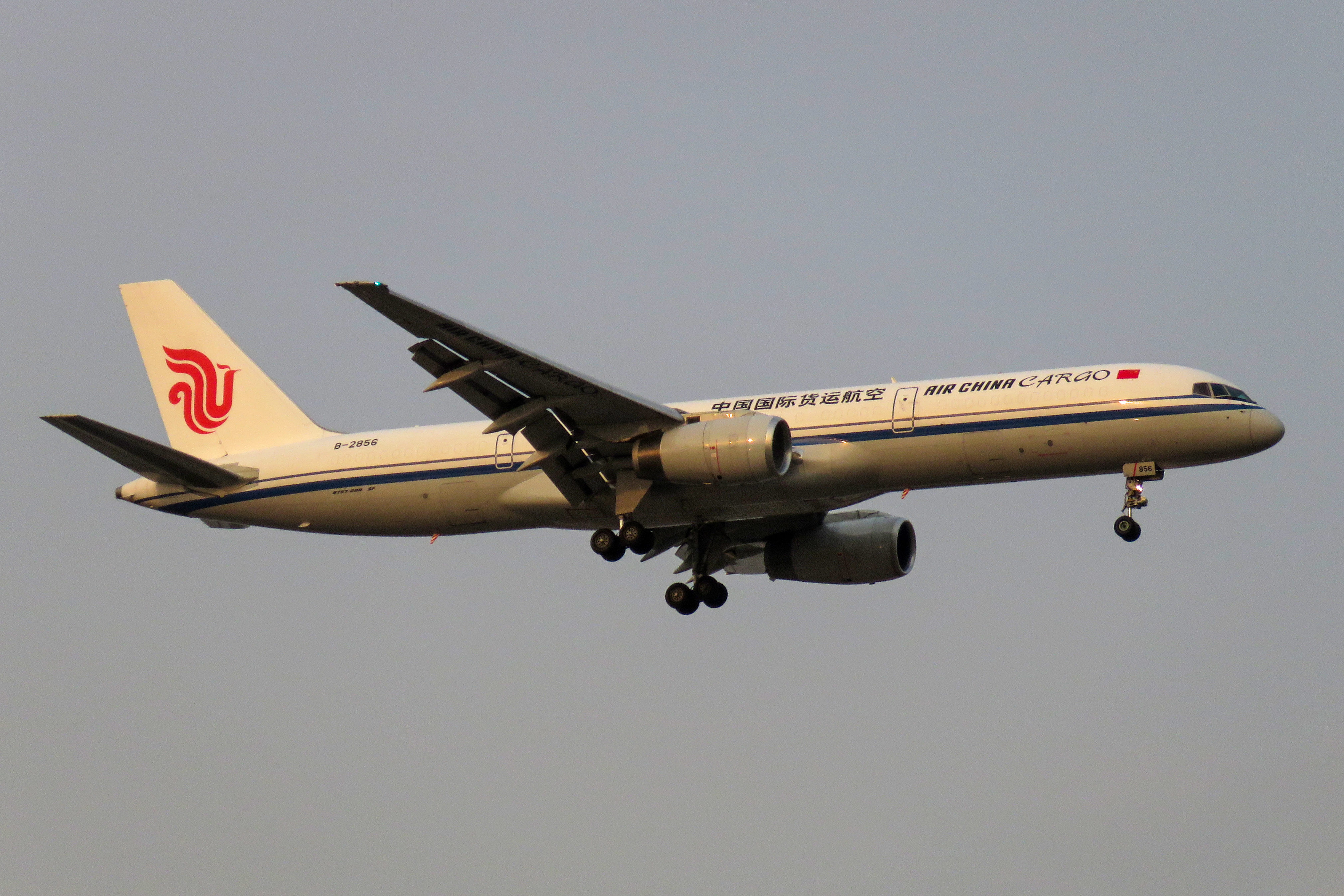
ボーイング757‐200PCF
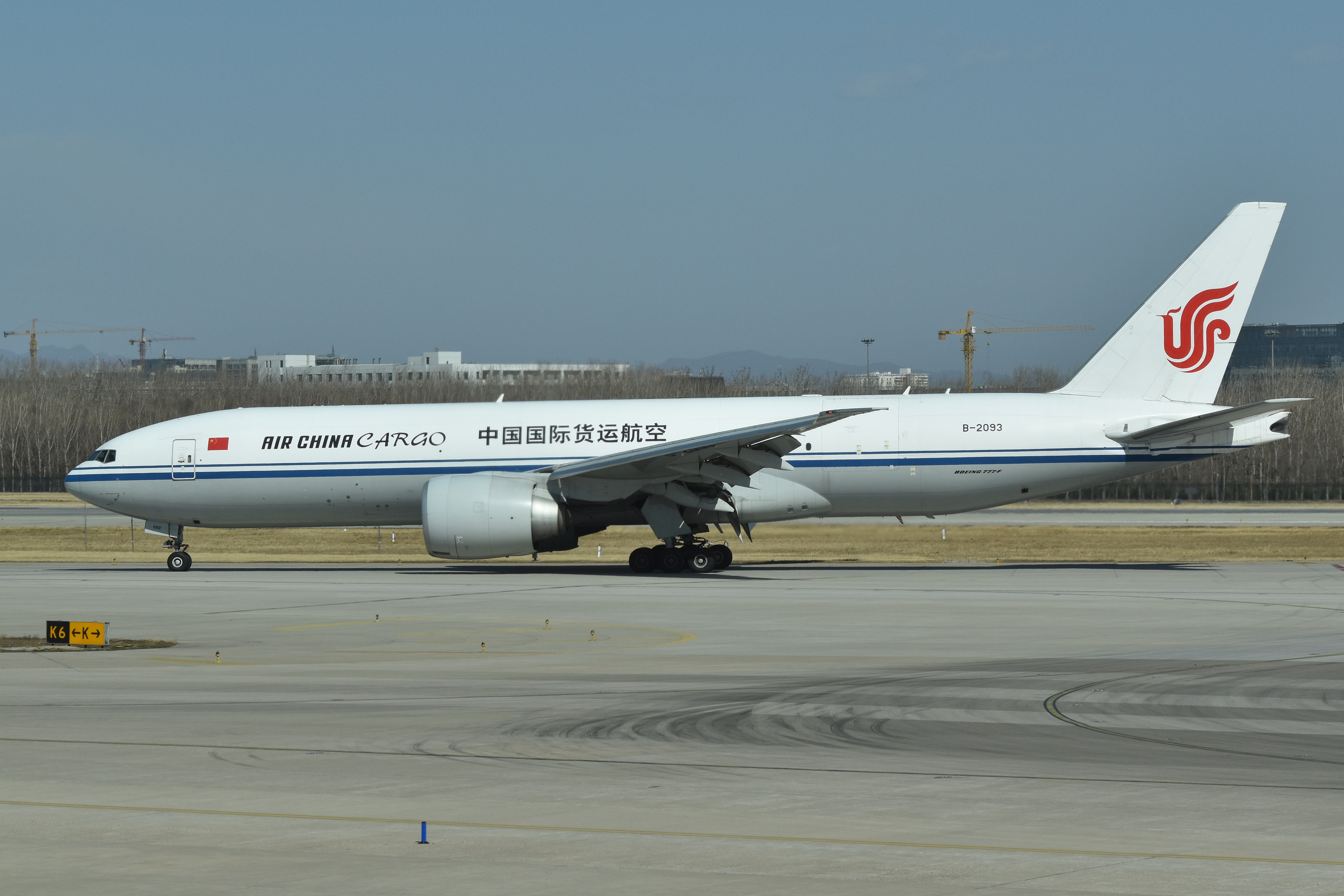
ボーイング777F

### 退役済機材
- ボーイング747‐200SF/‐200F
- ボーイング747-400BCF/-400BDSF
- ツポレフTu204-120CE

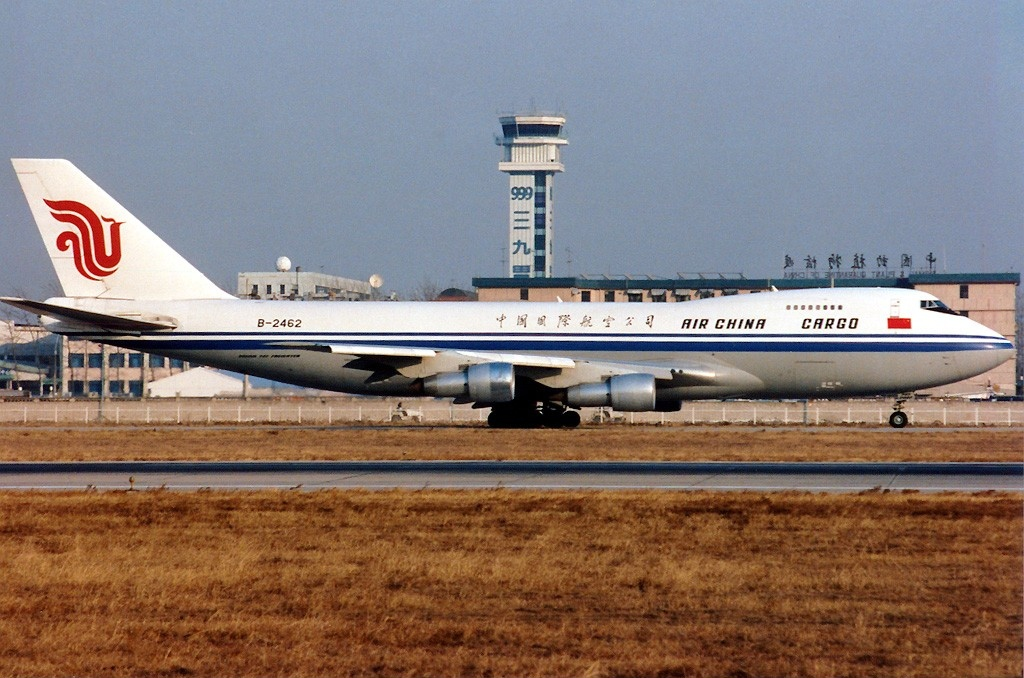
ボーイング747‐200F
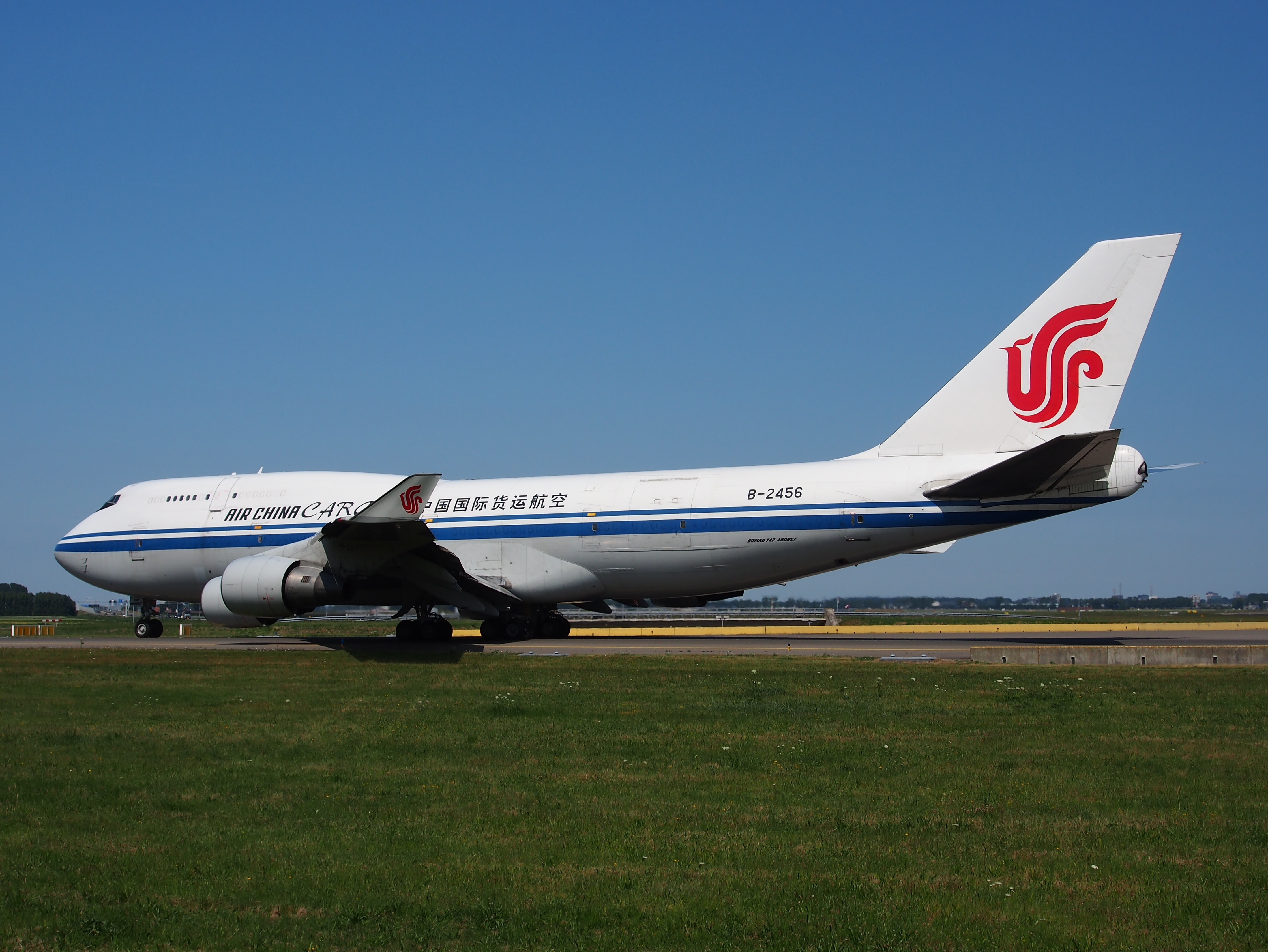
ボーイング747‐400BCF
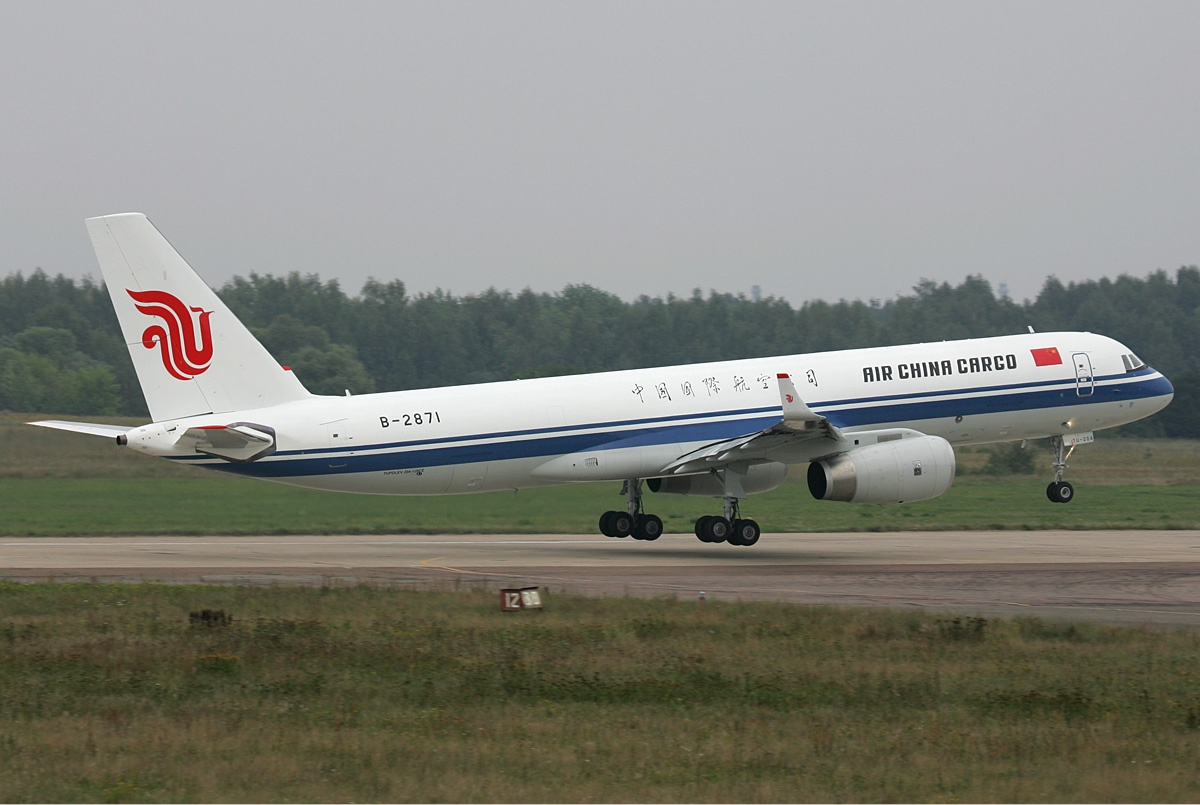
ツポレフ Tu-204